# Государственный комитет по стандартизации, метрологии и патентам Азербайджана
Государственный комитет по стандартизации, метрологии и патентам Азербайджана — государственный орган Азербайджана, являвшийся ответственным за азербайджанский технический регламент, метрологию, оценки технического соответствия, аккредитации, качества стандартизации Азербайджана.

## История
В 1906 году власти установили контрольный пункт № 25 в Баку. Палата из 4-х человек отвечала за проверку десятичных весов и гирь. В 1909 году первый пункт проверки электросчетчиков в Российской империи был создан в Баку.  
В 1926 году государственные органы Азербайджанской ССР обязали население осуществлять обязательную проверку электросчетчиков, которые были установлены по всей стране. В связи с развитием нефтяной промышленности в Азербайджане необходимость в точности показаний привлекла все большее внимание властей и использование измерительных приборов росло.  
В 1931 году для проверки и утверждения длины и веса измерительных приборов было создано Бюро стандартизации. По стране были открыты новые лаборатории. 
В 1966 году был создан комитет по стандартизации при Совете министров Азербайджанской ССР. В состав комитета входили большие лаборатории в Гяндже и 39 временных контрольно-пропускных пунктов. 
В 1970 году комитет был реорганизован и стал органом Госстандарта СССР Азербайджанской ССР. 
После восстановления независимости Азербайджана стандартизация и метрология в республике регулировались Государственным центром стандартизации и метрологии при Кабинете министров Азербайджана, созданным в 1992 году. 
В составе Государственного комитета по науке и технике действовало управление по патентам и лицензированию.
27 декабря 2001 года Государственный центр стандартизации и метрологии и Государственный комитет по науке и технике были упразднены. Было создано Государственное агентство по стандартизации, метрологии и патентам.
19 ноября 2008 года агентство было преобразовано в Государственный комитет по стандартизации, метрологии и патентам.
13 июня 2013 года был принят Закон «Об обеспечении единства измерений».
20 апреля 2018 года Государственный комитет по стандартизации, метрологии и патентам Азербайджана был упразднён.
Полномочия в области стандартизации, метрологии, технического регулирования были переданы Государственной службе по антимонопольному регулированию и контролю за потребительским рынком Азербайджана.
Полномочия в области охраны промышленной собственности были переданы Агентству интеллектуальной собственности Азербайджана.
Азербайджанский институт метрологии, Азербайджанский институт стандартизации и Азербайджанский центр аккредитации были переданы в состав Министерства экономики Азербайджана.
Азербайджанский институт стандартизации действует в составе Государственной службы по антимонопольному регулированию и контролю за потребительским рынком Азербайджана при министерстве экономики.

## Обязанности
В обязанности Комитета входят:
- защищать и охранять объекты индустриальной собственности[9]
- осуществлять политику правительства в сфере нормализации, лицензирования, а также метрологии объектов индустриальной собственности[10]
- гарантировать целостность средств измерений
- способствовать научно-техническому прогрессу
- контролировать импортные (ввозимые) и экспортные (вывозимые) товары[11]

## Структура
Основными функциями Комитета являются проведение государственной политики по стандартизации, метрологии, сертификации и охране объектов промышленной собственности; подготовке и реализации государственных программ, проведение исследований в области метрологии и стандартизации, организация охраны объектов промышленной собственности; обновление документов в области стандартизации, метрологии, сертификации с целью повышения конкурентоспособности и качества товаров и услуг, производимых в Азербайджане, обеспечение государственного контроля за соответствием импортируемых и экспортируемых товаров и услуг требованиям стандартов, метрологических правил и норм, правил сертификации и защите объектов промышленной собственности, аккредитации испытательных центров. 
Азербайджанские стандарты зарегистрированы AZSTANDом и имеют аббревиатуру АЗС. Региональные стандарты (ГОСТ), принятые Межгосударственным советом по стандартизации и сертификации Содружества Независимых Государств (СНГ), также используются.
В структуру Комитета входят следующие отделы:
- отдел метрологии центрального Аппарата
- Государственная служба метрологии
- Отдел Государственной службы контроля по упорядочению и нормализации в техническом плане
- Центр опытов и испытаний (АзТЕСТ)

В состав Государственной службы метрологии входят данные подразделения:
- сектор конструирования и развития эталонов;
- сектор конституционной метрологии;
- сектор правительственных стандартов силы и давления;
- сектор правительственных стандартов концентрации и вязкости;
- сектор правительственных стандартов температуры;
- сектор правительственных стандартов массы;
- сектор правительственных стандартов гальванических величин;
- сектор правительственных стандартов диапазона и времени;
- сектор правительственных дозиметрических стандартов;
- сектор эталонных прототипов смесей газа;
- сектор финансов и хозяйства.[6]

## Председатели
Комитет науки и техники Азербайджана 
- Азад Мирзаджанзаде (25 января 1993 — 27 декабря 2001)

Агентство по стандартизации, метрологии и патентам Азербайджана 
- Халида Мансимова (6 декабря 2002 — 14 декабря 2005)

Комитет по стандартизации, метрологии и патентам Азербайджана 
- Рамиз Гасанов (14 декабря 2005 — 20 апреля 2018)[13]

## Внешние связи
28 ноября 1992 года Азербайджан вступил в Организацию по Экономическому Сотрудничеству (ОЭС). 
Осуществляется тесное сотрудничество Комитета с Всемирной Организацией Интеллектуальной Собственности (ВОИС). Начиная с 1995 года, Азербайджан является участником восьми конвенций, международных договоров и соглашений ВОИС в сфере защиты и охраны объектов индустриальной собственности:
1. Конвенция о формировании Всемирной Организации Интеллектуальной Собственности
2. Парижская конвенция по защите и охране индустриальной собственности
3. Договор о патентному объединению
4. Мадридское соглашение об интернациональном учёте знаков
5. Будапештский договор об утверждении депонирования микроаэрофилов в целях использования для патентной практики на международном уровне.
6. Локарнское соглашение о формировании интернациональной систематизации индустриальных моделей
7. Страсбургское соглашение о патентной систематизации на интернациональном уровне
8. Ницианское Соглашение о систематизации товаров и услуг для учёта знаков на интернациональном уровне[11]

1 июля 2003 года Государственный Комитет обрёл полноправное членство Международной Организации по Стандартизации (ИСО) 
В 2007 году между Государственным Комитетом по стандартизации Республики Беларусь и Государственным Комитетом по  стандартизации, метрологии и патентам Азербайджанской Республики было заключено соглашение о сотрудничестве в сфере нормализации, метрологии, аккредитации.
Весной 2008 года аналогичное соглашение было заключено между Государственным Комитетом по стандартизации, метрологии и патентам Азербайджанской Республики и Министерством экономики Литовской Республики.